# Крумкачи
«Крумкачи» (біл. ФК «Крумкачы» Мінск) — футбольний клуб з Мінська.

## Історія
Створений як аматорська команда в 2011 році. Клуб набув статусу професійного в 2014 році. Того ж року команда здобула місце у Першій лізі чемпіонату Білорусі, а наприкінці сезону 2015 року пробилася у Вищу лігу. Назва клубу означає «ворони».

## Досягнення
- Третє місце в Першій лізі: 2015
- Третє місце в Другій лізі зони Б: 2014

## Відомі гравці
- Михайло Калугін
- Андрій Федоренко